# Ивонино
Ивонино (на руски: Ивонино) е село в Селивановски район на Владимирска област в Русия. Влиза в състава на Волосатовската селска община.

## География
Селото е разположено на 4 км западно от центъра на общината, селището Новий Бит и на 16 км северозападно от районния център, работническото селище Красная Горбатка.

## История
Първите сведения за село Ивонино са намерени в данъчнити книги на Рязанската епархия за 1676 г. Според тях в Ивонино има църква „Пресвета Богородица Казанска“, в енорията има болярско стопанство, 48 селски и 5 отделни (бобилски) стопанства. През 1731 г. със средства на помешчиците Караулови е построена нова дървена църква, също осветена в чест на казанската икона на Пресвета Богородица. Енорията се състои от селата Ивонино, Татаринцево и Волосато езеро. В годините на съветската власт църквата е затворена.
В края на 19 – началото на 20 век селото влиза в състава на Тучковска волост на Судогодски уезд.
От 1929 г. селото влиза в състава на Волосатовския селски съвет Селивановски район.

## Население
| 1859 | 1905 | 2010 г. |
| ---- | ---- | ------- |
| 263  | 499  | 10      |